# Ache Lhamo
Pour les articles homonymes, voir Lhamo.
L'opéra tibétain, théâtre tibétain, Akyi Lhamu, Lhamu, Namte, Lhamo ou Aché Lhamo, qui signifie littéralement « Sœur-déesse », est un opéra populaire tibétain. Il s’agit d’une combinaison de danses, de chants et de chansons. Le répertoire provient de l’historiographie bouddhiste et tibétaine. « L'opéra tibétain » a été inscrit en 2009 par l'Unesco sur la liste représentative du patrimoine culturel immatériel de l'humanité.

## Histoire
L'opéra tibétain a été fondé au XIVe siècle par Thang Tong Gyalpo, un Lama et un constructeur de pont. Gyalpo et sept filles recrutées ont organisé la première représentation pour lever des fonds pour construire des ponts pour faciliter le transport au Tibet. La tradition a perduré, et le Lhamo se joue à diverses occasions festives comme le festival de Linka et de Shoton.
L'institut tibétain des arts de la scène de Dharamsala, mène une compagnie d'opéra, qui produit des spectacles dans le but de promouvoir cette forme d'art.

## Artistes connus
- Namgyal Lhamo